# Escaneo de alanina

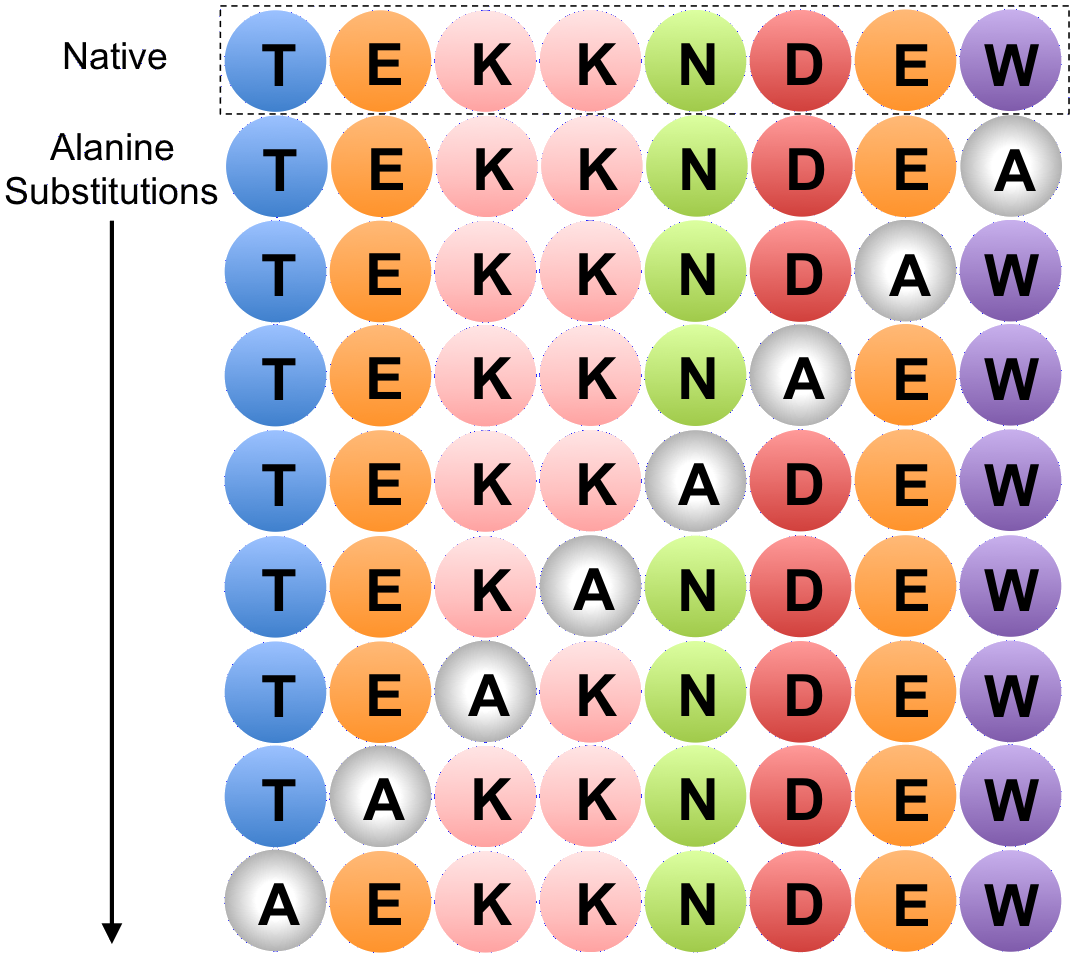
Ejemplo de escaneo con alanina. Se considera la proteína nativa (fila superior) y cada posible mutación puntual de alanina.

En biología molecular, el escaneo de alanina es una técnica de mutagénesis dirigida que se utiliza para determinar la contribución de un residuo específico a la estabilidad o función de una proteína determinada.  Se utiliza alanina debido a su grupo funcional metilo, no voluminoso y químicamente inerte, que sin embargo imita las preferencias de estructura secundaria que poseen muchos de los otros aminoácidos. A veces se utilizan aminoácidos voluminosos como la valina o la leucina en casos en los que es necesaria la conservación del tamaño de los residuos mutados.
Esta técnica también se puede utilizar para determinar si la cadena lateral de un residuo específico juega un papel significativo en la bioactividad. Esto generalmente se logra mediante mutagénesis dirigida al sitio o de forma aleatoria creando una biblioteca de PCR. Además, se han desarrollado métodos computacionales para estimar parámetros termodinámicos basados en sustituciones teóricas de alanina.
Esta técnica es rápida, porque se analizan muchas cadenas laterales simultáneamente y se evita la necesidad de purificación de proteínas y análisis biofísico.  La tecnología está muy madura en este momento y se utiliza ampliamente en campos bioquímicos. Los datos pueden analizarse mediante espectroscopia IR, RMN, métodos matemáticos, bioensayos, etc. 
Un buen ejemplo de escaneo de alanina es el examen del papel de los residuos cargados en la superficie de las proteínas.  En un estudio sistemático sobre las funciones de los residuos cargados conservados en la superficie del canal de sodio epitelial (ENaC), se utilizó el escaneo de alanina para revelar la importancia de los residuos cargados para el proceso de transporte de las proteínas a la superficie celular. 

## Aplicaciones
Se utilizó el escaneo de alanina para determinar simultáneamente las contribuciones funcionales de 19 cadenas laterales enterradas en la interfaz entre la hormona de crecimiento humana y el dominio extracelular de su receptor.  Cada aminoácido en las cadenas laterales fue sustituido por alanina. Luego se utilizó el método de escaneo de escopeta que combina los conceptos de mutagénesis por escaneo de alanina y mutagénesis binomial con tecnología de presentación de fagos.
Otra aplicación crítica del escaneo de alanina es determinar la influencia de residuos individuales en la estructura y actividad del ciclótido prototípico kalata B1.  Los ciclótidos muestran una amplia gama de bioactividades farmacéuticamente importantes, pero su función natural es la defensa de las plantas como agentes insecticidas. En la estructura de los ciclótidos kalata B1, los 23 residuos que no eran cisteína fueron sustituidos sucesivamente por alanina. Los datos fueron probados mediante espectroscopia de RMN.
Además, el escaneo con alanina también se utiliza para determinar qué motivo funcional de Cry4Aa tiene la actividad antimosquitos.  Cry4Aa fue producido por Bacillus thuringiensis. Es una toxina específica de los dípteros y juega un papel importante en la producción de un bioinsecticida para controlar los mosquitos. Por lo tanto, es muy esencial determinar qué motivo funcional de Cry4Aa contribuye a esta actividad. En este estudio, se crearon varios mutantes Cry4Aa reemplazando los residuos del sitio de unión del receptor potencial, bucles 1, 2 y 3 en el dominio II con alanina. Se realizó un bioensayo en Culex pipiens para probar las actividades.

## Modelo de Alanina-Mundo
El método de escaneo de alanina aprovecha el hecho de que la mayoría de los aminoácidos canónicos se pueden intercambiar con Ala mediante mutaciones puntuales, mientras que la estructura secundaria de la proteína mutada permanece intacta, ya que Ala imita las preferencias de estructura secundaria de la mayoría de los aminoácidos codificados o canónicos. Esto lo predice el modelo Alanine-World.

## Lectura adicional
- Michels CA (2002). Genetic techniques for biological research: a case study approach. London: J. Wiley. p. 111. ISBN 978-0-471-89921-1.

- Datos: Q2636892